# Il fratello minore (film 1996)
Il fratello minore è un film del 1996 diretto da Stefano Gigli. Da questo cortometraggio è stato tratto l'omonimo film del 2000 .

## Riconoscimenti
- 1996 - 53ª Mostra internazionale d'arte cinematografica di Venezia
  - Premio AIACE [1]